# Onde Está a Felicidade? (filme)
Onde está a Felicidade? é um filme brasileiro lançado em 19 de agosto de 2011 nos cinemas pela Fox Film do Brasil com direção de Carlos Alberto Riccelli protagonizado por Bruna Lombardi, Bruno Garcia, Maria Pujalte e Marcello Airoldi.

## Sinopse
Teodora (Bruna Lombadi) descobre que seu marido (Bruno Garcia) estava mantendo uma relação virtual e entra em crise, o que resulta na perda de seu trabalho como apresentadora de um programa culinário. Desiludida, resolve cair na estrada e parte para uma viagem de autoconhecimento, percorrendo o Caminho de Santiago de Compostela, na Galicia. Junto com seu antigo diretor e uma nova amiga, Teodora vive uma divertida aventura, enquanto Nando bola um plano para reconquistar seu grande amor. Será que eles conseguem ficar juntos novamente?

## Elenco
- Bruna Lombardi como Teodora
- Bruno Garcia como Nando
- Marcello Airoldi como Zeca
- María Pujalte como Aura
- Marta Larralde como Milena
- Dani Calabresa como Tiana
- Sérgio Guizé como Juninho
- Wandi Doratiotto como Arnon
- Maurício Meirelles como Giovanni
- Pedro Alonso como Ramon
- Sandra Corveloni como Suzy
- Leilah Moreno como Sheila
- João Cláudio Moreno como padre[3][4]